# Frans Wouters
Franciscus "Frans" Wouters (Lier, 1612 - Antwerpen, 1659) was een Vlaamse barokschilder die de monumentale kunst van Peter Paul Rubens vertaalde naar de context van de kleine kabinetstukken. Hij was hofschilder van Keizer Ferdinand II  en de Prins van Wales, de toekomstige Karel II van Engeland en was actief als ambassadeur en kunsthandelaar. 

## Biografie
Hij ging eerst in de leer bij Pieter van Avont in Antwerpen in 1629, maar verbrak zijn leercontract om een overstap te maken naar het atelier van Rubens in 1634. Hij werd een meester in het Antwerpse Sint-Lucasgilde het volgende jaar. Hij assisteerde Rubens in 1635 bij de uitvoering van de decoraties in de stad Antwerpen ter gelegenheid van de Blijde Intrede van de Kardinaal-Infant Ferdinand van Oostenrijk in 1635. Rubens had de algehele leiding over dit project.

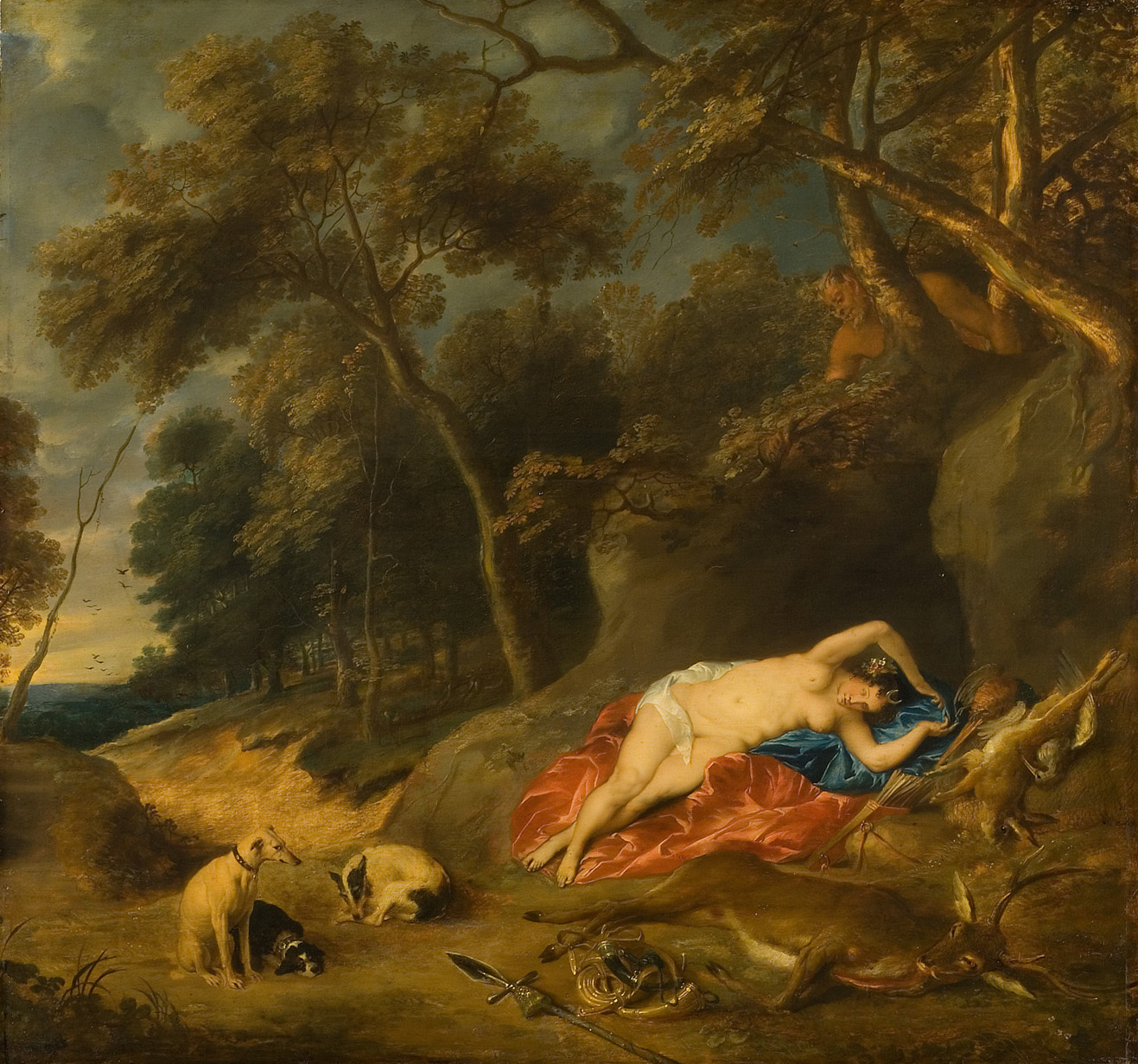
Landschap met rustende Diana, Kunsthistorisches Museum Wien

Hij was gedurende de jaren 1630 hofschilder van Keizer Ferdinand II. Deze zond hem als ambassadeur naar Engeland in 1637. Het volgende jaar werd hij de schilder van de Prins van Wales, de toekomstige Karel II van Engeland. In Engeland had Wouters ongetwijfeld de gelegenheid om zijn landgenoot Antoon van Dyck, die in die tijd de hofschilder van Karel I van Engeland was, te ontmoeten. Zijn latere werken, in het bijzonder deze van na 1648, toen hij werkte voor de aartshertog Leopold Willem van Oostenrijk, tonen een toenemende invloed van Antoon van Dyck.
Hij keerde in 1641 terug naar Antwerpen waar hij opnieuw samenwerkte met Pieter Van Avont terwijl hij ook betrokken raakte in de kunsthandel. Zijn huwelijk met Maria Doncker, dochter van de secretaris van stad Antwerpen in 1644 bezorgde hem een aanzienlijk fortuin. In 1648 werd hij deken van het Antwerpse Sint-Lucasgilde. Hij overleed in Antwerpen in 1659, het slachtoffer van een accidenteel pistoolschot.

## Werk

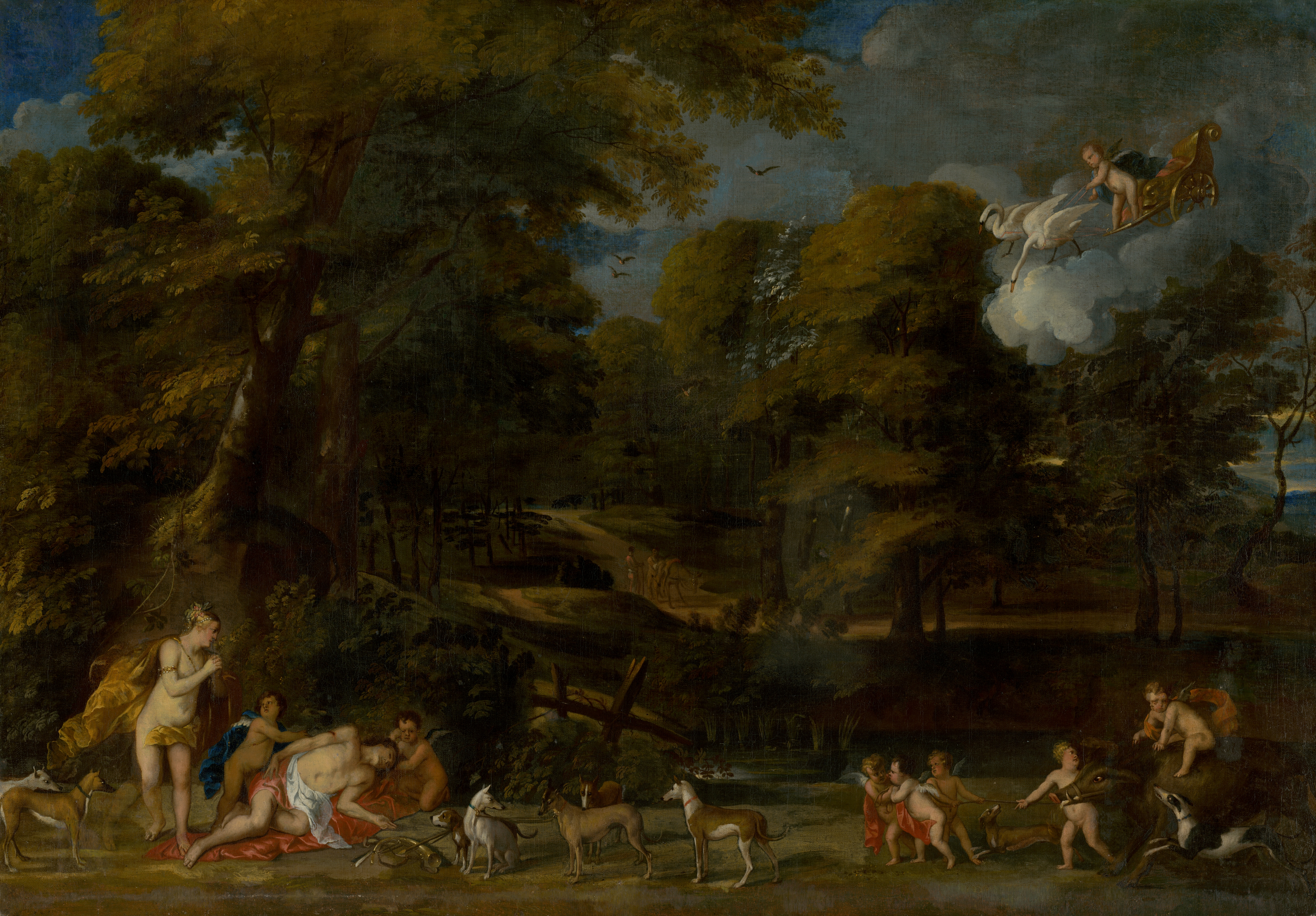
Venus rouwt om Adonis' dood

Wouters' stijl en onderwerp weerspiegelen de smaak van zijn internationale aristocratische klanten die de voorkeur gaven aan kleine schilderijen, decoratieve landschappen en mythologische verhalen. Andere thema's die door deze opdrachtgevers werden gewaardeerd waren scènes die te maken hadden met alchemie, de vier elementen, allegorieën van de vijf zintuigen en iconografische thema's die verschillende interpretatieniveaus mogelijk maakten op basis van een aantal verwijzingen en toespelingen, of trucjes zoals het 'beeld binnen een beeld'. 